# اولو اولوتس
اولو اولوتس (استونیایی: Ülo Uluots; ۴ فوریهٔ ۱۹۳۰ – ۱۸ ژوئیهٔ ۱۹۹۷) سیاستمدار، نماینده مجلس، مهندس معدن و تاریخ‌نگار نظامی بود. وی از ژوئن تا اکتبر ۱۹۹۲ وزیر دفاع استونی بوده است. یوری اولوتس نخست‌وزیر استونی برادر وی بوده.